# 웹사이트 목록
다음은 유형별로 정렬된 웹사이트 목록이다.

## 유형별
- 비트토렌트 (비교)
- 블로그
- 채팅
- 데이터베이스
- 데이트 (비교)
- 사전
- 백과사전
- 포럼
- 사진 공유
- 묻고 답하기
- 풍자
- 검색 엔진
- 소셜 북마크
- 소셜 네트워크
- 토르 온라인 서비스
- 동영상 플랫폼
- 웹코믹스
- 웹 딕셔너리
- 위키

## 기타
- 2005년 이전 개설
- 자주 방문